# Werbellinsee (Ostprignitz-Ruppin)
Der Werbellinsee (von slawisch: varbl = Sperling) ist ein 40 Hektar großer Rinnensee im Landkreis Ostprignitz-Ruppin.
Der Werbellinsee befindet sich etwa zehn Kilometer südsüdwestlich der Stadt Lindow (Mark) bzw. nahe Herzberg (Mark). 
Trotz seiner Länge von 2,5 Kilometer ist der waldumstandene See nur 200 bis 300 Meter breit und maximal 2 Meter tief. 
Der Werbellinsee entwässert in den Werbellingraben sowie in niederschlagsreichen Jahren in ein Rhin genanntes Flüsschen, einen Nebenfluss des Lindower Rhins.